# Gordon Currie
Gordon Currie, född 25 september 1965 i Vancouver, är en kanadensisk skådespelare. 
Innan han slog igenom som skådespelare delade han under två år lägenhet med Brad Pitt och arbetade bland annat som Ronald McDonald. Han inledde sin skådespelarkarriär under 1980-talet i filmer som Fredagen den 13:e del 8 (1989) och gästroller i tv-serier som Beverly Hills 90210 och 21 Jump Street. Under 90-talet spelade han huvudrollen i bland annat Puppet Master 4, Puppet Master 5 och Blood & Donuts . År 2000 medverkade han i filmen Left Behind, i vilken han spelar världshärskaren/Antikrist, Nicolae Carpathia. Denna film, som bygger på en kristen bokserie av Tim LaHaye och Jerry Jenkins, har fått två uppföljare i vilka han upprepar sin roll.